# ケニア・エンリケス
ケニア・ステファニー・エンリケス・ローザス（Kenia Stephanie Enríquez Rosas、1993年10月21日 - ）は、メキシコのプロボクサー。現WBC女子世界フライ級暫定王者。元WBO女子世界フライ級王者、元WBC女子世界ライトフライ級暫定王者。

## 来歴
2012年7月6日、ティフアナにてGuadalupe Valdez戦でプロデビューし、1回TKO勝利を挙げる。
デビュー10連勝の後、2014年4月4日にアメリカ・サンディエゴにてJolene BlackshearとのWBC北米女子ライトフライ級王座決定戦に臨み、7回TKOで初タイトル獲得。
2014年11月21日、サンディエゴにてアナ・アラゾラとのWBC女子世界フライ級王座決定戦に臨み、10回3-0（100-90×2、100-89）判定で勝利し初の世界タイトル獲得。
2015年2月28日、ロサリトにて初防衛戦としてメリッサ・マックモローを迎えるが、10回1-2（98-92、94-96、97-93）判定でプロ初黒星を喫するとともに初防衛に失敗し王座陥落。
再起して5連勝した後、2017年5月27日にシウダ・オブレゴンにてマリア・サリナスとのWBC女子世界ライトフライ級暫定王座決定戦に臨み、3回TKOで暫定王座獲得し2階級制覇達成。
2017年11月18日、ジェシカ・ネリ・プラタ相手にWBC暫定王座初防衛戦を行い、10回3-0（97-93、96-93、97-92）判定で初防衛に成功。
2020年1月18日、チャオズ箕輪を3-0判定で降し4度目の防衛に成功。
2021年、暫定王座剥奪。
2022年5月28日、Gabriela Sanchez Saavedraを9回棄権に追い込み勝利。
2023年9月10日、WBC女子世界フライ級暫定王座決定戦として元2階級世界王者のイベス・サモラと対戦し、10回3-0（100-90、99-91×2）判定で暫定王座獲得。

## 獲得タイトル
- WBO女子世界フライ級王座（防衛0=陥落）
- WBC女子世界ライトフライ級暫定王座（防衛4=剥奪）
- WBC女子世界フライ級暫定王座（防衛0）